# Willpower
Pour l'album de Joe Jackson, voir Will Power (album de Joe Jackson).
Pour le pilote automobile, voir Will Power.
Albums de will.i.am
Songs About Girls
(2007)
Singles
1. This Is Love
Sortie : 14 mai 2012
2. Scream & Shout
Sortie : 19 novembre 2012
3. #thatPOWER
Sortie : 15 mars 2013
4. Fall Down
Sortie : 16 avril 2013

Willpower (stylisé en #willpower) est le quatrième album studio de l'artiste hip hop et producteur américain will.i.am. L'album devait à l'origine sortir en septembre 2012, mais a été reportée à plusieurs reprises et est sorti finalement le 16 avril 2013. L'album inclut des collaborations avec Britney Spears, Justin Bieber, Chris Brown, Skylar Grey, Juicy J, Miley Cyrus, Nicole Scherzinger, Eva Simons, 2NE1, Baby Kaely, apl.de.ap et Dante Santiago.

## Genèse
Durant l'enregistrement du sixième album studio des Black Eyed Peas, The Beginning, Fergie dit dans une interview que will.i.am était en train d'enregistrer un nouvel album solo, intitulé Black Einstein. Quelques jours plus tard, will.i.am confirma ces nouvelles, et annonça que l'album sortirait au quatrième trimestre de l'année 2011,. En novembre 2011, will.i.am annonce qu'il avait décidé de changer le titre de l'album de Black Einstein à willpower, afin d'empêcher quelconque infraction[réf. souhaitée]. Plus tard, le rappeur a confirmé qu'il allait collaborer avec plusieurs artistes sur l'album comme  Miley Cyrus, Britney Spears, Eva Simons, Nicole Scherzinger, Justin Bieber, 2NE1.

## Caractéristiques de l'album

### Pochette
La pochette est une photographie retouchée de la tête de will.i.am sur un fond orange dont le code couleur hexadécimal est #FD5800. Ses épaules ont été supprimées de l'image. La couverture de l'édition deluxe de l'album présente le même fond de couleur orangée. Cependant, cette version change car elle représente une version agrandie du logo original « #willpower » afin de remplacer le visage de l'artiste en tant qu'élément central de l'illustration.

## Sortie
La liste finale des pistes avec tous ses composants a été confirmée le 11 avril 2013 par Rap-Up. willpower a été publié dans un premier temps le 16 avril 2013 en écoute libre et gratuite sur YouTube, à la suite de la fuite de l'album plus tôt ce jour-là. Ayant une date de sortie confirmée étant le 22 avril au Royaume-Uni et le 23 avril aux États-Unis et en France, l'album sera disponible sur CD dès le 19 avril 2013 en Australie et en Allemagne.

## Singles promotionnels
T.H.E. (The Hardest Ever) était annoncé comme le premier single de l'album. Il est mis en vente le 10 novembre 2011 aux États-Unis et se place à la 36e position du Billboard Hot 100. Il sort le 5 février 2012 au Royaume-Uni et atteint la 3e position des ventes de singles dans le pays. Le succès n'est pas au rendez-vous du côté français, malgré sa sortie sur l'itunes store dès novembre 2011. Il se fera peu remarquer sur les ondes et les médias français alors que sur internet le clip fait le buzz, atteignant les 17 Millions de vues. Will.i.am qui devait enregistrer ce titre seul a été contraint d'en faire un featuring. Il décide alors de s'entourer du leader des Rolling Stones : Mick Jagger ainsi que de Jennifer Lopez. Le titre ne fera finalement pas partie de l'album. Le single Great times n'est soutenu qu'au Brésil où il se place dans les meilleures ventes et diffusé lors du carnaval de Rio. Finalement Will.i.am renoue avec le succès avec le titre This Is love en featuring avec la gagnante du télécrochet popstar : Eva Simons. Il réalise les meilleures ventes de toute sa carrière solo et reste numéro 1 des ventes de single outre-manche depuis le 1er juillet et numéro 1 sur l'itunes store anglais pendant plus de quinze jours ; fluctue entre la première et la troisième place des ventes numériques en Irlande après une pleine semaine de règne en première place. En France, le single se place à la septième place des ventes de musique pop derrière Simple Plan malgré une très faible médiatisation.

## Promotion
Will.i.am fait particulièrement le buzz sur le net avec une actualité chargée ayant participé au concert du Jubilé de la Reine Elisabeth II, où étant encore porteur de la flamme olympique alors que le rappeur ne possède pas la nationalité britannique. Sa nomination en tant que coach à l'émission "The Voice U.K" le rend populaire auprès des britanniques. Cette complicité avec les britanniques est réciproque, Will.i.am décide d'ailleurs de tourner le clip de "This is Love" à côté du célèbre Tower Bridge". Le buzz qu'a connu Will.i.am pendant l'émission "The Voice" explique en partie le succès de ce titre, car le rappeur a également suscité les critiques des médias n'arrêtant pas de tweeter durant l'émission et portant des vestes aux messages "Go hard, Go home" ou "Can you feel the love" faisant directement écho à des titres de son nouvel album.
On remarque qu'à chaque sortie d'un nouveau single, Will.iam vise un pays en particulier : d'abord les États-Unis, puis le Brésil et le Royaume-Uni. Peut-être une stratégie commerciale pour imposer son album à travers le monde, qui pourrait s'avérer payante ajoutée à une forte influence sur le net.

## Liste des pistes
| Édition Standard | Édition Standard                                  | Édition Standard                                                                        | Édition Standard             | Édition Standard | Édition Standard | Édition Standard | Édition Standard | Édition Standard | Édition Standard |
| No               | Titre                                             | Auteur                                                                                  | Producteur(s)                | Durée            |                  |                  |                  |                  |                  |
| ---------------- | ------------------------------------------------- | --------------------------------------------------------------------------------------- | ---------------------------- | ---------------- | ---------------- | ---------------- | ---------------- | ---------------- | ---------------- |
| 1.               | Good Morning                                      |                                                                                         |                              | 1:44             |                  |                  |                  |                  |                  |
| 2.               | Hello                                             |                                                                                         |                              | 4:45             |                  |                  |                  |                  |                  |
| 3.               | This Is Love (featuring Eva Simons)               | William Adams, Eva Simons, Steve Angello, Sebastian Ingrosso, Max Martin, Mike Hamilton | will.i.am, Angello, Ingrosso | 4:39             |                  |                  |                  |                  |                  |
| 4.               | Scream & Shout (featuring Britney Spears)         | Adams, Jef Martens, Jean-Baptiste                                                       | will.i.am, Lazy Jay          | 4:42             |                  |                  |                  |                  |                  |
| 5.               | Let's Go (featuring Chris Brown)                  |                                                                                         | Arty, Mat Zo                 | 5:34             |                  |                  |                  |                  |                  |
| 6.               | Gettin' Dumb (featuring apl.de.ap et 2NE1)        |                                                                                         |                              | 5:13             |                  |                  |                  |                  |                  |
| 7.               | Geekin'                                           |                                                                                         |                              | 3:34             |                  |                  |                  |                  |                  |
| 8.               | Freshy (featuring Juicy J)                        | Adams, Jordan Houston                                                                   |                              | 4:06             |                  |                  |                  |                  |                  |
| 9.               | #thatPower (featuring Justin Bieber)              | Adams, Bieber, Damien Leroy                                                             | will.i.am, DJ Ammo, Verrigni | 4:39             |                  |                  |                  |                  |                  |
| 10.              | Great Times Are Coming                            | Adams, Baptiste                                                                         | will.i.am                    | 4:36             |                  |                  |                  |                  |                  |
| 11.              | The World Is Crazy (featuring Dante Santiago)     |                                                                                         |                              | 3:59             |                  |                  |                  |                  |                  |
| 12.              | Fall Down (featuring Miley Cyrus)                 |                                                                                         |                              | 5:07             |                  |                  |                  |                  |                  |
| 13.              | Love Bullets (featuring Skylar Grey)              |                                                                                         |                              | 4:11             |                  |                  |                  |                  |                  |
| 14.              | Far Away from Home (featuring Nicole Scherzinger) |                                                                                         |                              | 3:54             |                  |                  |                  |                  |                  |
| 15.              | Ghetto Ghetto (featuring Baby Kaely)              |                                                                                         |                              | 3:52             |                  |                  |                  |                  |                  |
| 64:35            |                                                   |                                                                                         |                              |                  |                  |                  |                  |                  |                  |

| Édition Deluxe – Pistes bonus | Édition Deluxe – Pistes bonus | Édition Deluxe – Pistes bonus       | Édition Deluxe – Pistes bonus | Édition Deluxe – Pistes bonus | Édition Deluxe – Pistes bonus | Édition Deluxe – Pistes bonus | Édition Deluxe – Pistes bonus | Édition Deluxe – Pistes bonus | Édition Deluxe – Pistes bonus |
| No                            | Titre                         | Auteur                              | Producteur(s)                 | Durée                         |                               |                               |                               |                               |                               |
| ----------------------------- | ----------------------------- | ----------------------------------- | ----------------------------- | ----------------------------- | ----------------------------- | ----------------------------- | ----------------------------- | ----------------------------- | ----------------------------- |
| 16.                           | Reach for the Stars           | Adams, Lukasz Gottwald, Dennis Mohr | will.i.am, Dr. Luke, Verrigni | 4:21                          |                               |                               |                               |                               |                               |
| 17.                           | Smile Mona Lisa               | Adams, Carlos Bona, Atonia Maria    |                               | 3:36                          |                               |                               |                               |                               |                               |
| 18.                           | Bang Bang                     |                                     |                               | 4:38                          |                               |                               |                               |                               |                               |
| 76:37                         |                               |                                     |                               |                               |                               |                               |                               |                               |                               |

| 1. | Scream & Shout                                    | Adams, Martens, Baptiste | will.i.am, Lazy Jay |  |
| 2. | #thatPower (Trap Remix) (featuring Justin Bieber) | Adams, Bieber, Leroy     | will.i.am, DJ Ammo  |  |
| 3. | Bang Bang                                         |                          |                     |  |

## Certifications
| Pays                    | Certification | Unités certifiées |
| ----------------------- | ------------- | ----------------- |
| Autriche (IFPI)         | Or            | 7 500             |
| Mexique (AMPROFON)      | Or            | 30 000            |
| Nouvelle-Zélande (RMNZ) | Platine       | 15 000            |
| Royaume-Uni (BPI)       | Or            | 100 000           |